# Kei Tōme
Kei Tōme (冬目 景, Tōme Kei) est une dessinatrice japonaise de manga née le 13 avril 1970. Diplômée de l'Université des beaux-arts Tama de Tōkyō, elle obtient en 1993 le prix Shiki au concours Kōdansha pour Kuro Gane (黒鉄, Kurogane) (édité partiellement en France par Glénat).
Parallèlement à son travail de mangaka, Kei Tōme a aussi été character designer et costume designer des jeux vidéo GigaWing et GigaWing 2 ainsi que concept designer du film Sakuya yōkai den réalisé en 2000 par Tomoo Haraguchi.
Le 6 juin 2023, Mangetsu (collection) annonce le retour en France de Kei Toume avec l'annonce de la sortie de Jimbôchô Sisters dans le courant de l'année 2024. Il s'agit de la première publication d'une œuvre de la mangaka en France depuis 2016 et la fin de la publication par Delcourt/Tonkam de son œuvre Sing « Yesterday » for Me.

## Œuvres
Manga
- 1992~1994 : Déviances (僕らの変拍子, Bokura no henbyōshi?), 1 tome
  - publié en français par Taifu Comics
- 1995 : Zero (ZERO), 1 tome
  - publié en français par Taifu Comics
- 1996-2001 : Kuro Gane (黒鉄, Kurogane?), 5 tomes
  - partiellement publié en français par Glénat (2 tomes)
- 1996-2002 : Les Lamentations de l'agneau (羊のうた, Hitsuji no uta?), 7 tomes
  - publié en français par Delcourt
- 1997-2015 : Sing "Yesterday" for me (イエスタディをうたって?), 11 tomes
  - publié en français par Delcourt
- 1998-2004 : Fugurumakan raihōki (文車館来訪記?), 1 tome
- 2000-2011 : Les Mystères de Taisho (幻影博覧会, Genei hakurankai?), 4 tomes
  - publié en français par Delcourt
- 2002 : Luno (LUNO), 1 tome
  - publié en français par Kana
- 2003-2010 : Acony (ACONY), 3 tomes
- 2004-2008 : Hatsukanezumi no jikan (ハツカネズミの時間?), 4 tomes
- 2005 : Écarlate (緋いな, Hi Ina?) (緋いな), histoire courte
- 2006-2009 : Momonchi (ももんち?), 1 tome
- 2010-2015 : Mahoromi Jikuu Kenchiku Genshitan (マホロミ 時空建築幻視譚?), 4 tomes
- 2016 : Kuuchuu Teien no Hitobito (空電の姫君?), 1 tome
- 2016 : Aranagi-Sama (アラナギサマ?), histoire courte
- 2016-2019 : Kuuden Noise no Himegimi[2] (空電ノイズの姫君), 3 tomes
- 2017-2020 : KUROGANE-KAI[3] (黒鉄・改), 5 tomes
- 2021- : Jimbôchô Sisters (百木田家の古書暮らし, Karakida-ke no Kosho Gurashi?), 4 tomes, en cours
  - publié en français par Mangetsu (collection)

Participations
- 2007 : Skit Scooter, histoire courte publié dans Robot, tome 7, en collaboration avec Range Murata.